# Děkanovice
Děkanovice (Duits: Dekanowitz of Diekanowitz) is een Tsjechische gemeente in de regio Midden-Bohemen en maakt deel uit van het district Benešov. Het dorp ligt op 42 km afstand van de stad Benešov. 
Děkanovice telt 59 inwoners (2024).

## Geschiedenis
De eerste schriftelijke vermelding van het dorp dateert van 1352, toen het onder het bestuur van de deken van het kapittel van Vyšehrad viel. Sinds 1990 is Děkavonice een zelfstandige gemeente binnen het district Benešov.
Op 25 april 2018 keurde de Commissie voor Wetenschap, Onderwijs, Cultuur, Jeugd en Sport het gemeentewapen en de gemeentevlag goed, waarna ze officieel werden toegekend aan Děkanovice.

## Faciliteiten
Er is een vrijwillig brandweerkorps in het dorp.

## Bezienswaardigheden
- Dorpskapel op het dorpsplein

## Verkeer en vervoer

### Autowegen
Snelweg D1 loopt langs de rand van Děkanovice. Weg III/11232 Studený - Tomice loopt door het dorp.

### Spoorlijnen
Er is geen station in het dorp, noch in de nabije omgeving daarvan.

### Buslijnen
Lijn 842 Vlašim - Dolní Kralovice (vervoerder: ČSAD Benešov) heeft één halte in Děkanovice.

### Wandelroutes
De wandelroutes Trhový Štěpánov - Keblov - Blažejovice - Snět (groen) en Čechtice - Studený - Dolní Kralovice (geel) lopen door het dorp.

## Galerij

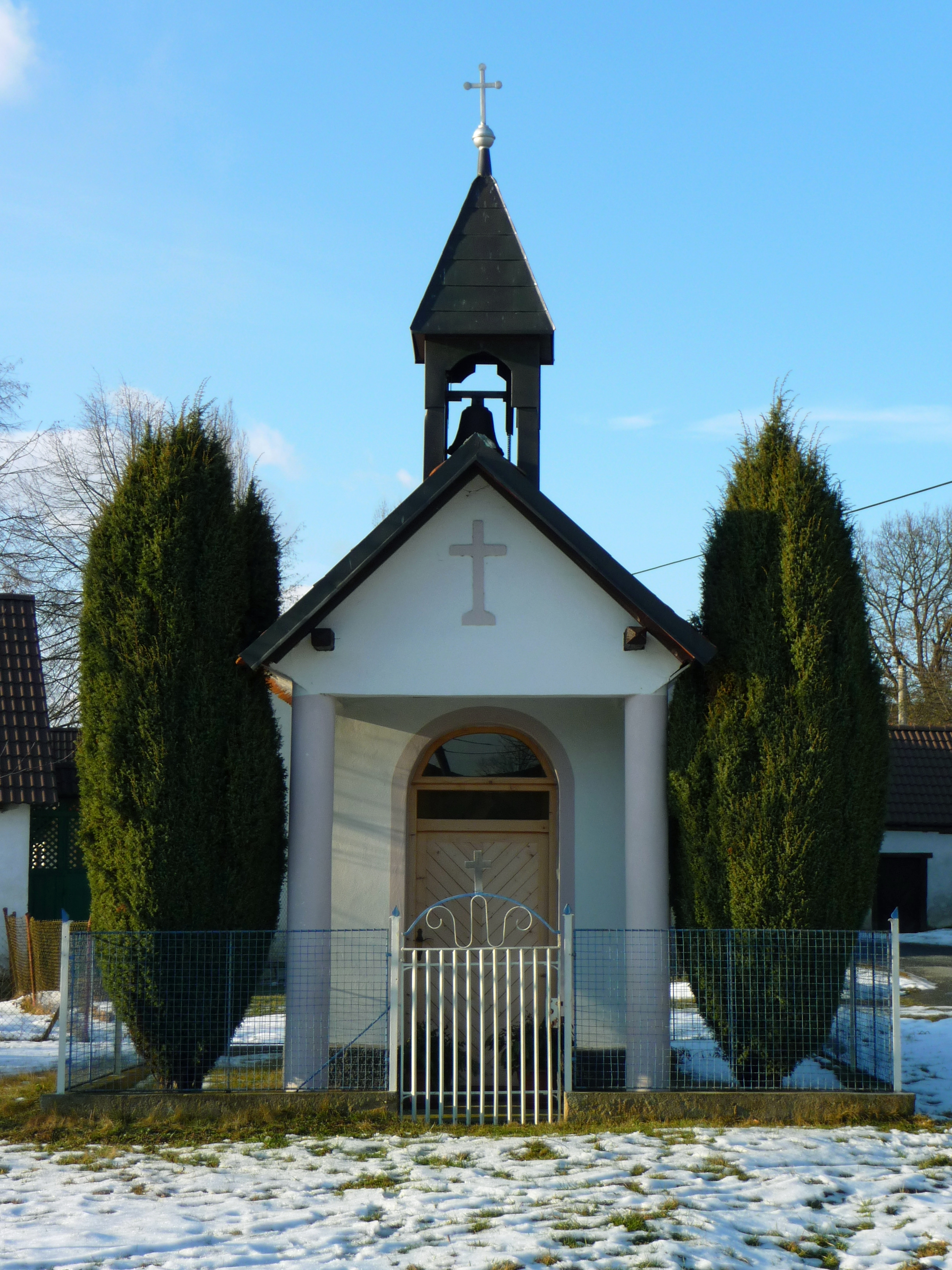
Dorpskapel (2009)
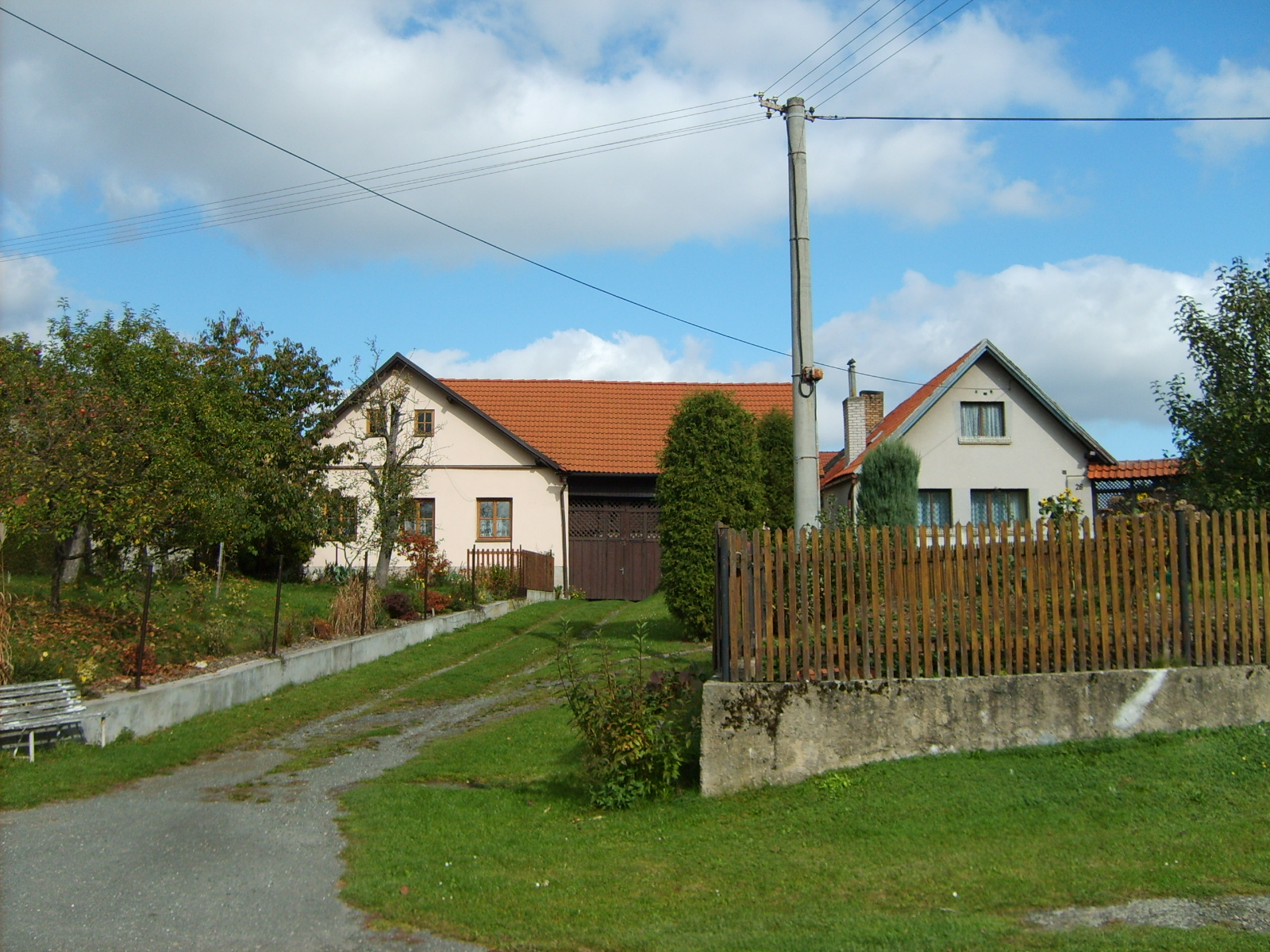
Huizen in het dorp (2007)
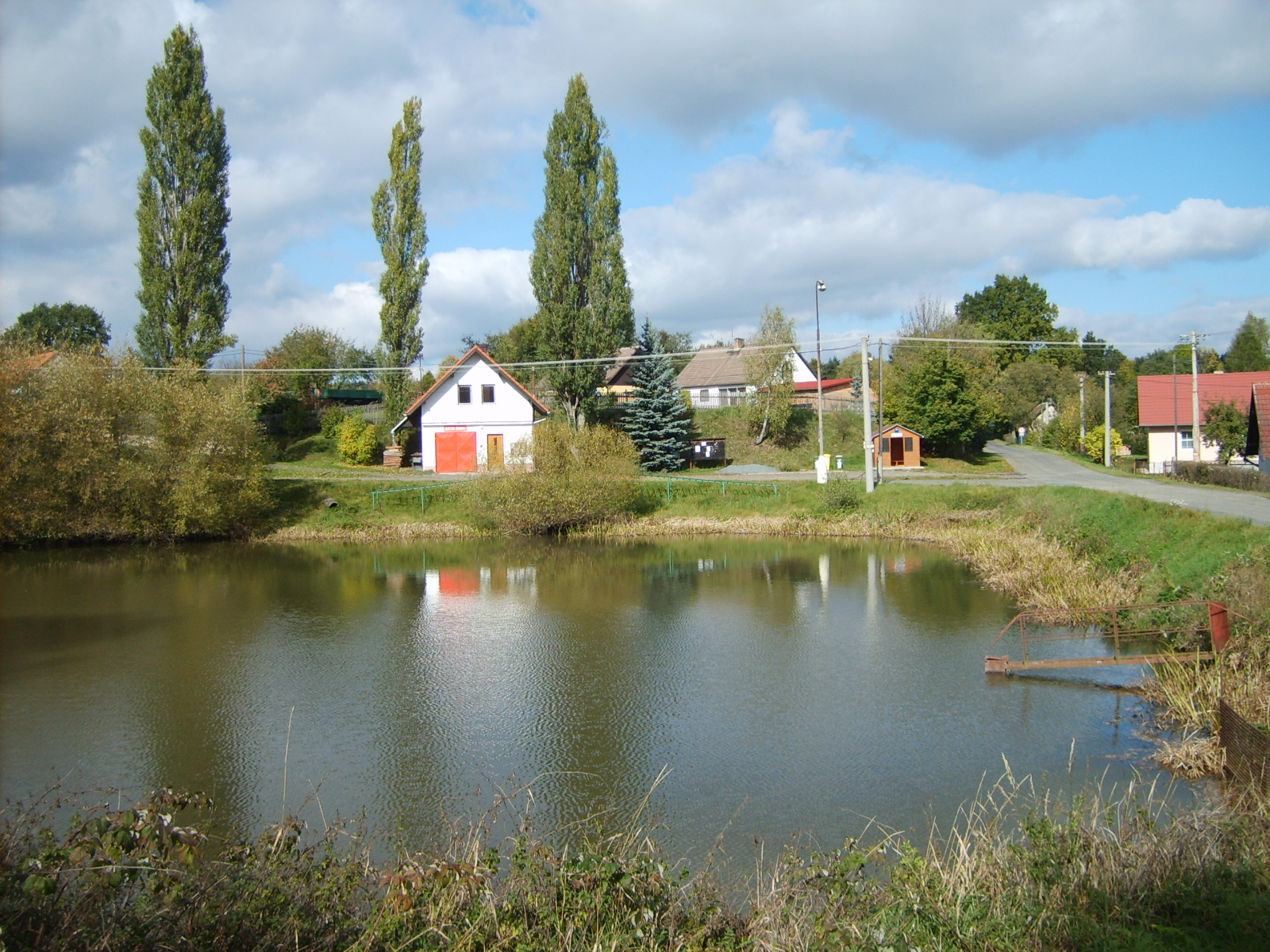
Dorpsvijver (2007)